# Armando Valente
Armando Valente (* 12. Januar 1903 in Sampierdarena; † 8. Dezember 1997 in Genua) war ein italienischer Geher.
Bei den Olympischen Spielen 1924 in Paris wurde er Siebter im 10.000-Meter-Gehen in 50:07,0 min.
Seine persönliche Bestzeit über diese Distanz von 46:57,0 min stellte er 1926 auf.